# Something
«Something» es una canción y sencillo de la banda británica The Beatles, lanzada en 1969. Se incluyó en el álbum Abbey Road, y fue también la primera canción escrita por George Harrison en aparecer en el lado A de un sencillo de The Beatles. Fue uno de los primeros sencillos de The Beatles en contener pistas disponibles en un álbum LP, y junto a «Come Together» han aparecido en Abbey Road. «Something» fue la única composición de Harrison en encabezar las listas estadounidenses de sencillos mientras se encontraba con The Beatles.
John Lennon y Paul McCartney —los dos principales miembros compositores de la banda— elogiaron a «Something» como una de las mejores canciones que Harrison pudo haber escrito. Además de una buena acogida crítica, el sencillo alcanzó un buen éxito comercial, posicionándose entre los primeros lugares de la lista de la revista Billboard en Estados Unidos, y entrando en las listas de sencillos en el Reino Unido. La canción ha sido interpretada por más de 150 artistas, de los cuales se incluyen Elvis Presley, Shirley Bassey, Frank Sinatra, Ana Gabriel, Tony Bennett, James Brown, Julio Iglesias, Smokey Robinson y Joe Cocker, por lo que se convirtió en la segunda canción con más versiones de The Beatles después de «Yesterday».

## Escritura
Durante las sesiones de grabación del álbum The Beatles (más conocido como el White Album —Álbum Blanco—) en 1968, Harrison comenzó a trabajar en una canción que finalmente llegó a convertirse en «Something». Los primeros escritos de la canción («Something in the way she moves/Attracts me like no other lover» —«Algo en la manera que se mueve/Me atrae como ningún amante»—) se basaron en la letra de una canción totalmente diferente del artista James Taylor, quien también trabajaba para Apple, llamada «Something in the Way She Moves» y se utilizó como relleno mientras la melodía se desarrollaba.[cita requerida]

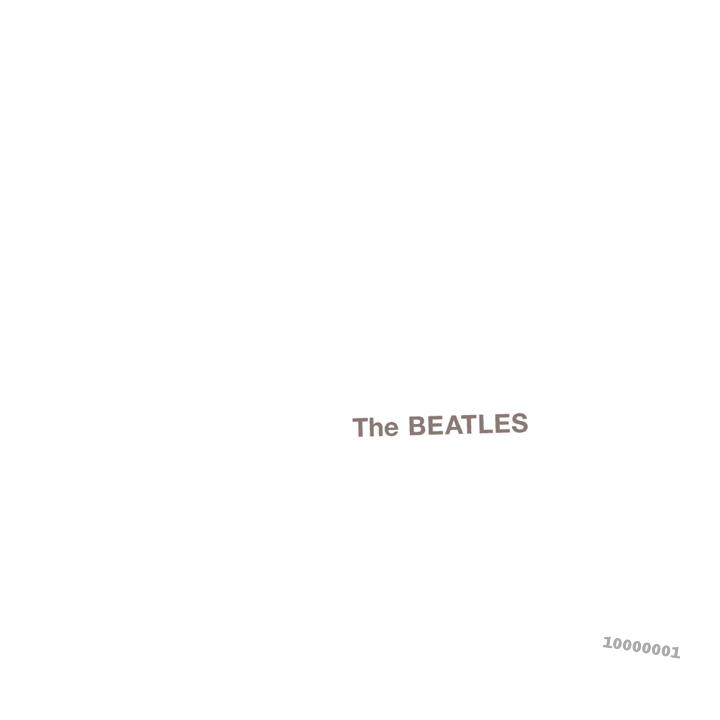
Durante las sesiones de grabación del álbum The Beatles, Harrison compuso «Something».

Después, Harrison mencionó: «Me tomé un descanso mientras Paul realizaba un overdub, por lo que fui a un estudio vacío y comencé a escribir. Y realmente eso fue todo lo que pasó al componerla, exceptuando la parte media, la cual tardó algo de tiempo en tener un resultado. No salió en el Álbum Blanco porque ya habíamos finalizado con todas las pistas». Una grabación demo de la canción de Harrison de este período aparece en la colección de The Beatles Anthology 3, publicada en 1996.
Muchos creyeron que Harrison se inspiró en su esposa de aquel tiempo, Pattie Boyd, para crear «Something». Boyd también expuso dicha inspiración en su autobiografía de 2007, Wonderful Tonight, donde escribió: «[Él] me dijo, de alguna manera, que la había escrito para mí».
Sin embargo, Harrison citó en otras fuentes que la inspiración ocurrió al contrario. En una entrevista de 1996 respondió a una pregunta sobre si la canción era acerca de Pattie: «Bueno, no, no [la escribí acerca de ella]. Sólo la escribí, y después alguien creó además un video. Y lo que hicieron fue que ellos salieron y tomaron unas imágenes de Pattie y yo, Paul y Linda, Ringo y Maureen (eso fue en ese tiempo) y de John y Yoko y sólo realizaron un pequeño video para que fuera algo complementario a la canción. Entonces, después todo el mundo divulgó que me había inspirado en Pattie, pero realmente, cuando la escribí, estaba pensando en Ray Charles».
La verdadera intención de Harrison había sido ofrecer la canción a Jackie Lomax, como ya lo había hecho con otra composición, «Sour Milk Sea». Cuando esto fracasó, la canción fue otorgada a Joe Cocker (quien previamente grabó una versión de la canción «With a Little Help from My Friends» de The Beatles); su versión salió dos meses antes que la de The Beatles. Durante las sesiones de grabación de Get Back (el álbum que finalmente se convirtió en Let It Be), Harrison consideró usar «Something», pero terminó rehusándose a hacerlo, por el temor de que no se le prestara la suficiente atención en su grabación; su sugerencia anterior, «Old Brown Shoe» no salió del todo bien con la banda. Solo fue durante las sesiones de grabación de Abbey Road cuando The Beatles comenzaron a trabajar seriamente en «Something».[cita requerida]

## Notas de producción

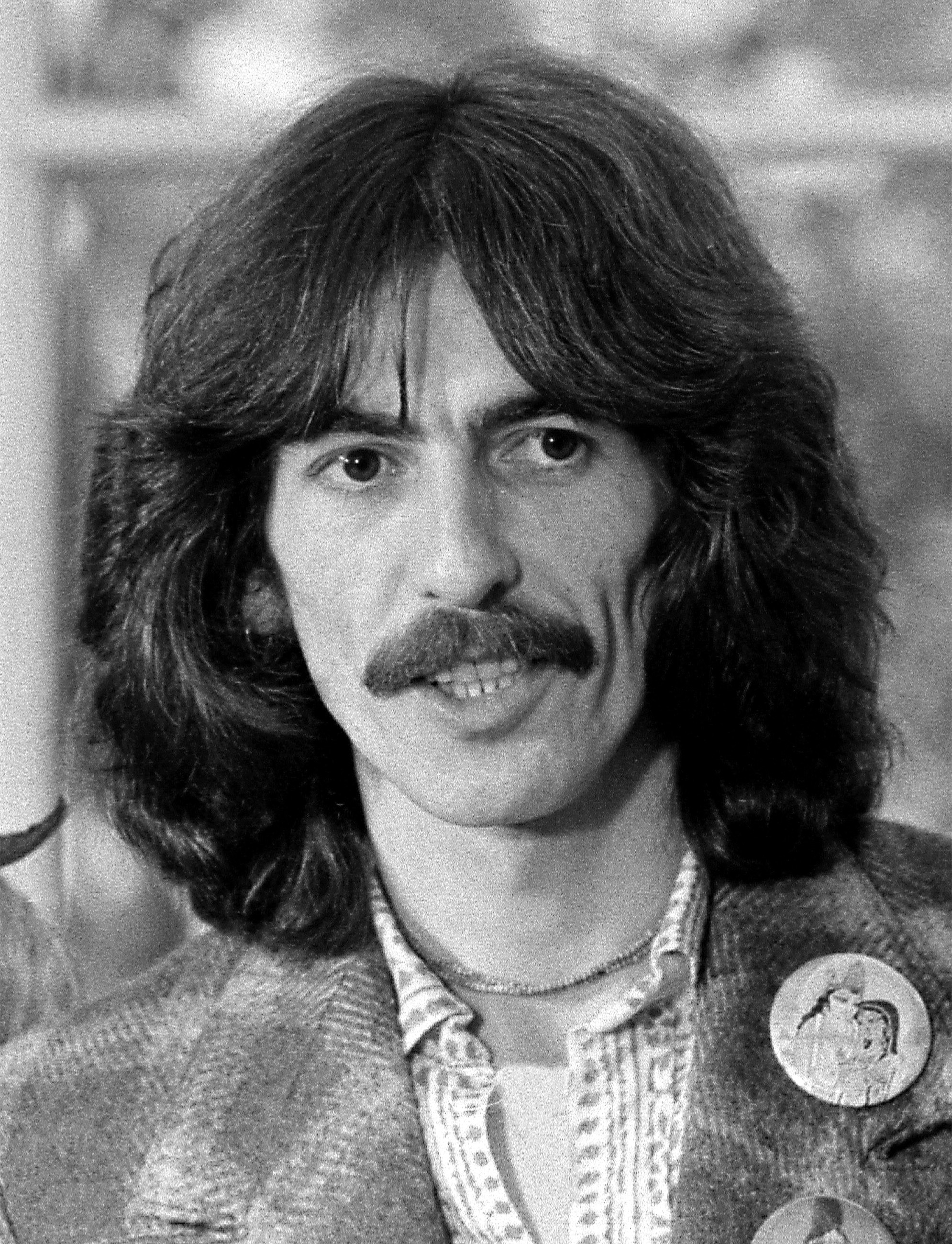
George Harrison, en 1974, cantante principal y compositor de la canción «Something».

## Recepción

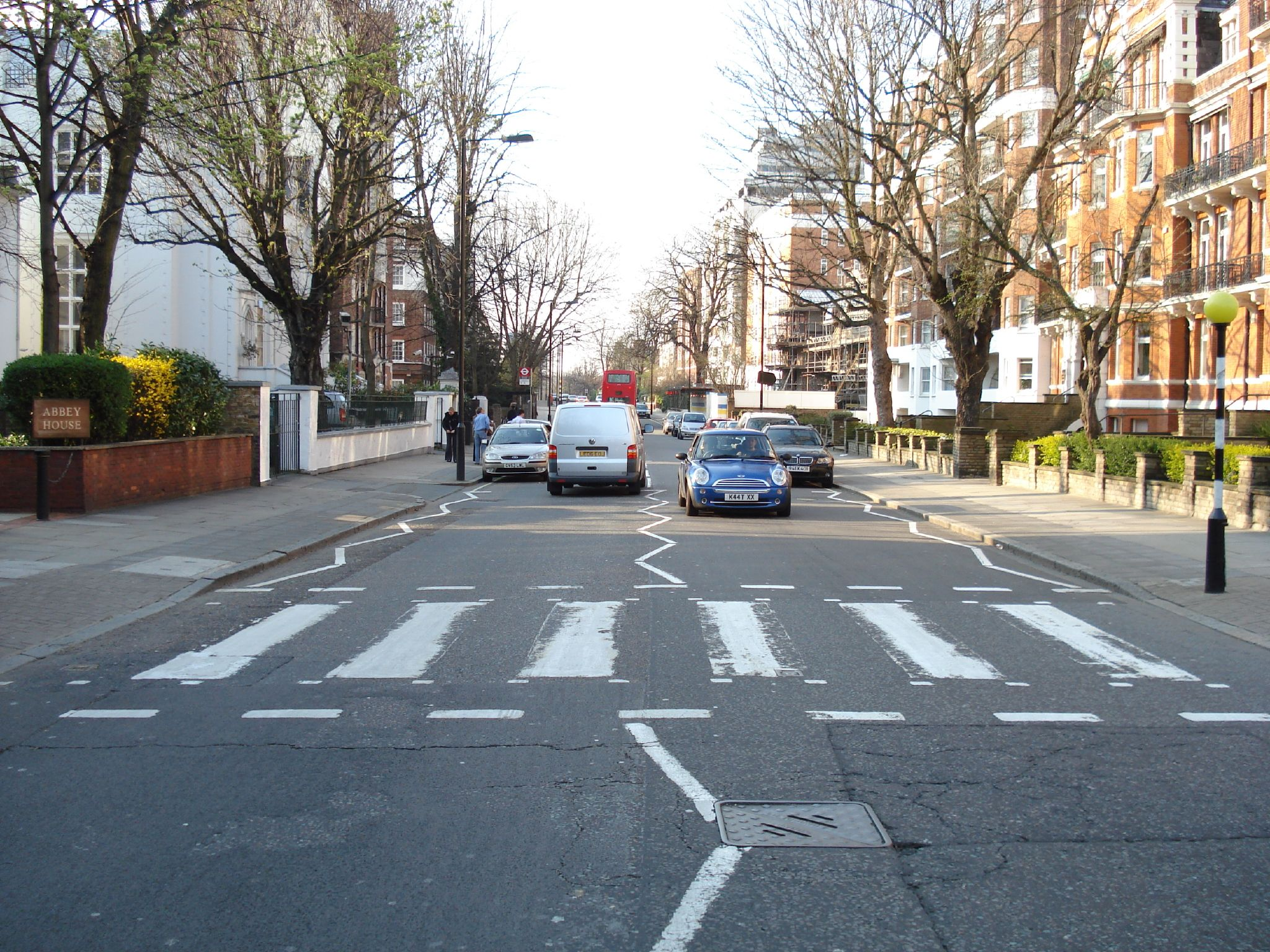
La calle Abbey Road en 2007, de la cual el grupo se inspiró para titular su álbum homónimo, y en el cual se incluyó la canción «Something».

## Versiones

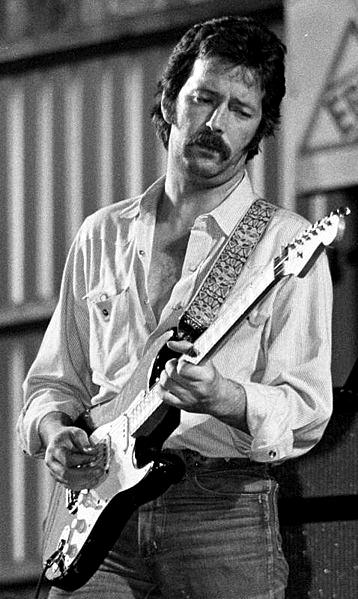
Junto con Paul McCartney, Eric Clapton (aquí, en 1977) cantó «Something» en el monumento conmemorativo Concert for George.